# الأنثروبولوجيا في 1910 - 1919

تقسم كلمة الأنثربولوجيا إلى كلمتين يونانيتين هما: Anthropos وتعني إنسان، وlogos وتعني علم ليتشكّل (علم الإنسان). من أشهر تعريفات هذا العلم: (علم الإنسان والحضارات والمجتمعات البشريّة، وسلوكيّات الإنسان وأعماله، وهذا هو التعريف العام للأنثربولوجيا.
الخط الزمني للأنثروبولوجيا لفترة 1910–1919

## الأحداث
1911
- أكتشف إيشي ' واقتيد إلى متحف الأنثروبولوجيا في جامعة كاليفورنيا، سان فرانسيسكو

1915
- بدأ برونيسلاف مالينوفسكي إبحاثه في جزر كيريوينا

## ولادات
1911
- ويستون بري
- لويس دومون
- جوهانس فولكنبرج
- ماكس غلاكمان

1914
- ثور هايردال
- أوسكار لويس
- مارفن اوبلر

1915
- جون بينيت
- روبرت هايزر
- المان سرفيس

1916
- إدوارد دوزير
- ميشيل فوكو
- ديريك فريمان
- مايسور سرينيفاس

1918
- جون بارنز أروندل
- ريمون بيردويستل
- جيمس ميتشل كلايد
- ديفيد شنايدر

## وفيات
1914
- أدولف باندلر
- الكسندر فرانسيس تشامبرلين

1915
- فريدريك وارد بوتنام

1916
- إشي

1918
- هيرمان كارل هابرلين